# Spinout (canción de Elvis Presley)
"Spinout" es una canción del género rock con matices de soul grabada y popularizada por Elvis Presley y que constituye el tema principal de la banda sonora de la película homónimamente titulada, protagonizada por Presley en 1966.  La canción fue compuesta por Sid Wayne, Ben Weisman y Dee Fuller. "Spinout" fue editado como sencillo con "All That I am" en su lado B logrando entrar en diversas listas de éxitos a nivel mundial. 

## Grabación
La canción fue registrada por Presley en el estudio Radio Recorders de Hollywood, California, el día 17 de febrero de 1966. Ese mismo día Elvis también grabó el tema "All That I Am",  otros de los temas de la banda sonora de la película Spinout y que RCA editaría junto a la canción titular como sencillo. El tema en si dispone de cortes netamente provenientes del rock and roll aunque con alguna fusión de soul lo que le confiere una cierta dosis de psicodelia.
Para la grabación Elvis volvió a contar con la participación de varios de los músicos que habían estado acompañándolo durante años, algunos de los cuales databan de los comienzos de su carrera musical como Scotty Moore y D. J. Fontana. 
Los estudios Radio Recorders solían caracterizarse por un sonido algo plano motivo por el cual RCA solía agregarles a los temas algo de eco después. La primera toma muestra a un Elvis entusiasta al comienzo, aunque luego se desmorona un tanto. Para la siguiente toma el estudio incorporó algo de eco y se logró capturar más el sentimiento verdadero de los músicos en el estudio logrando a su vez un sonido mucho más limpio.  Elvis escogería la toma # 5 para la masterización. 
En estas grabaciones que pudo comenzar a sentirse el compromiso musical de Elvis por lograr algo diferente tomando el camino que lo conduciría inexorablemente a una vuelta a sus raíces a través de especial de televisión de 1968. Fue esa una evolución musical que se comenzaba a generar y que tarde o temprano comenzaría a dar sus frutos. 

### Músicos de la sesión
- Elvis Presley - voz
- The Jordanaires – coros
- Boots Randolph – saxofón
- Scotty Moore, Tommy Tedesco – guitarra eléctrica
- Tiny Timbrell – guitarra acústica
- Floyd Cramer – piano
- Bob Moore – contrabajo
- D.J. Fontana, Buddy Harman – batería

## Listas
| Listas (1966)            | Posición alcanzada |
| ------------------------ | ------------------ |
| Autralia Goset           | 25                 |
| Australian Singles Chart | 30                 |
| Canadá                   | 13                 |
| US Billboard Hot 100     | 40                 |

## Críticas
John Floyd autor del libro "Sun Records: An Oral History" consideró al tema Spinout como una gran canción, mencionándola junto a otras grandes canciones de Elvis de los 60s y 70s seriamente subestimadas como "You Don't Know Me", "Long Black Limousine", y "I Can Help" entre otras.